# Gloxinia perennis
Gloxinia perennis là một loài thực vật có hoa trong họ Tai voi. Loài này được (L.) Druce mô tả khoa học đầu tiên năm 1913.

## Hình ảnh

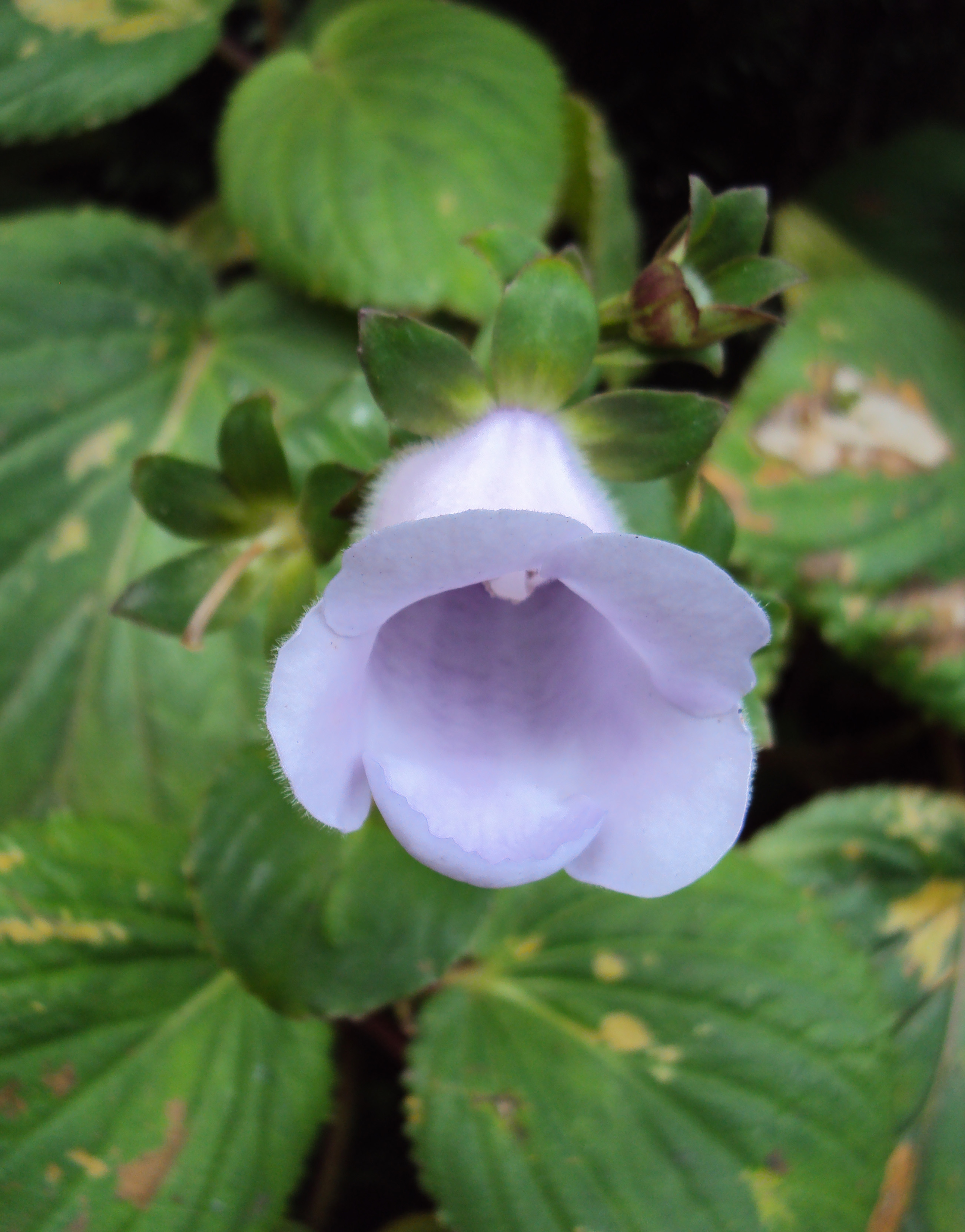
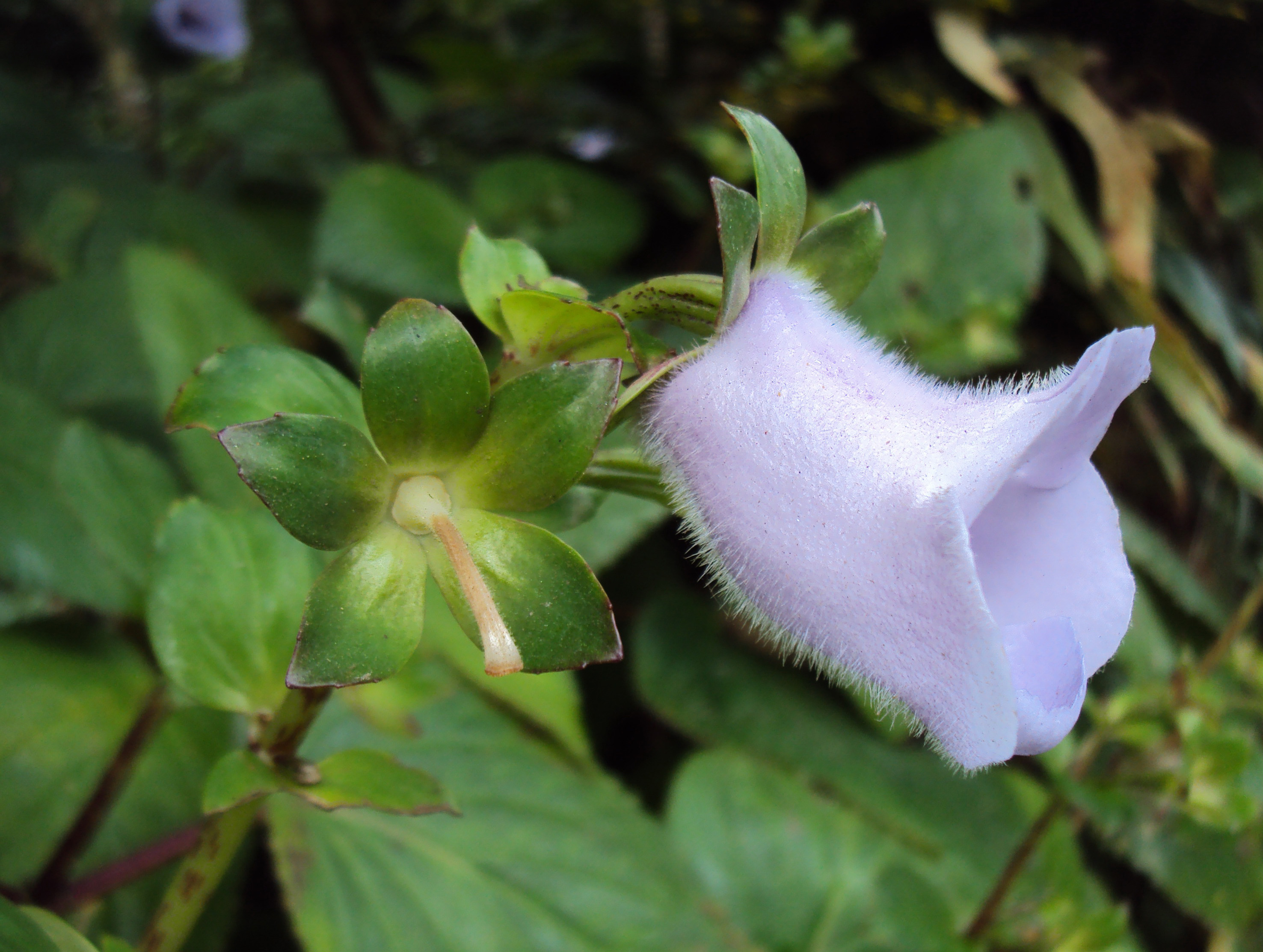
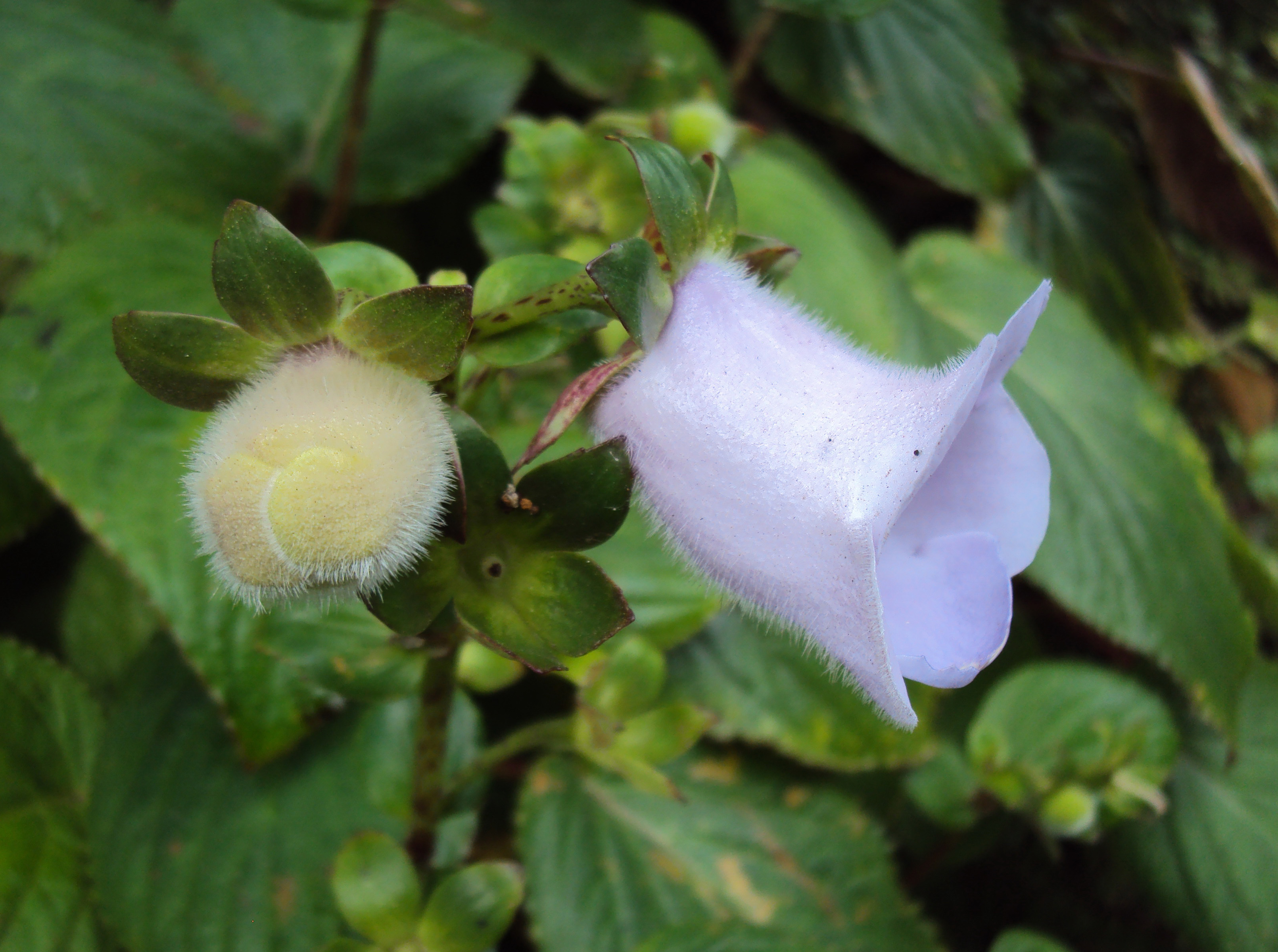
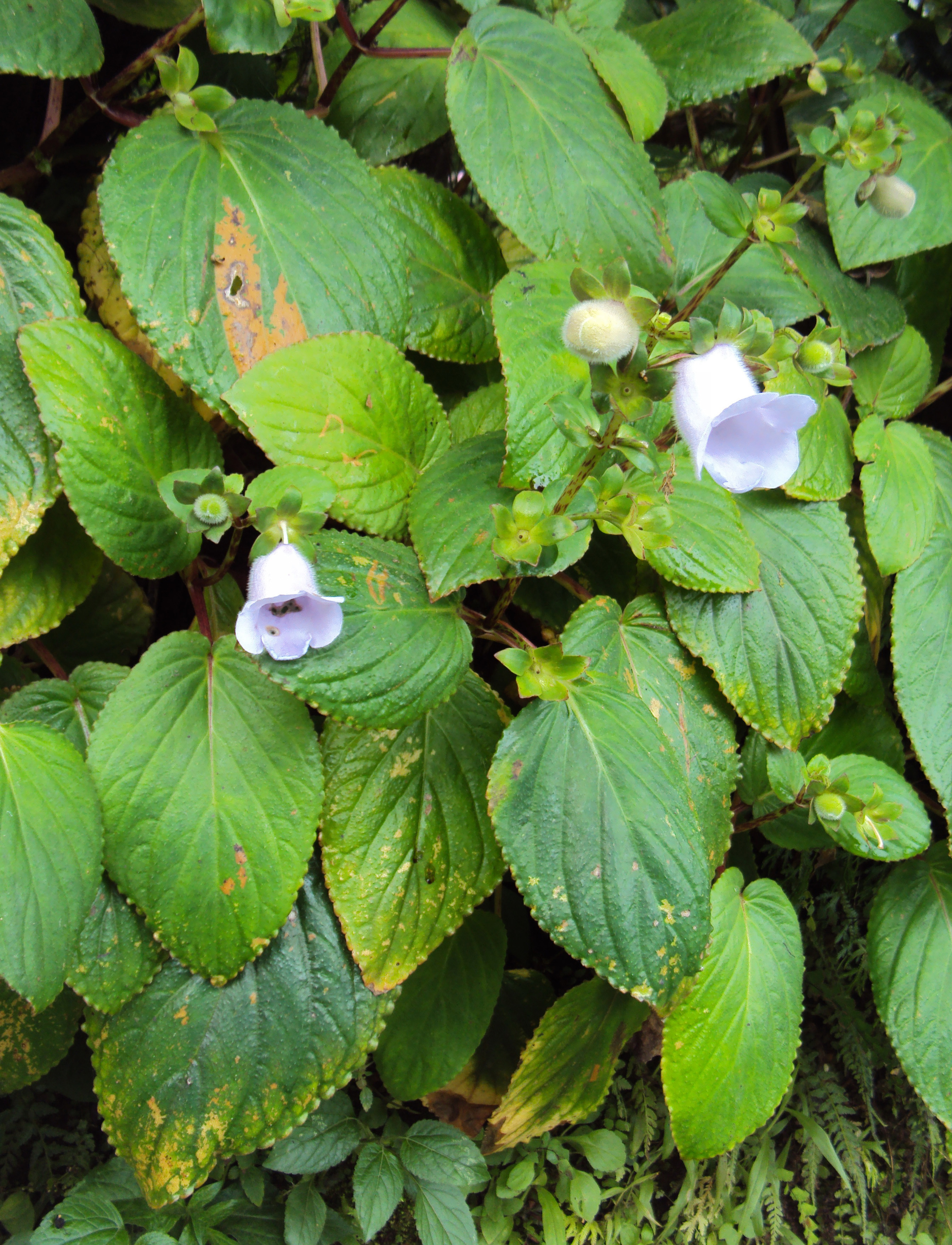